# Vera Carmi
Vera Carmi, pseudonimo di Virginia Doglioli (Torino, 23 novembre 1914 – Roma, 6 settembre 1969), è stata un'attrice italiana.

## Biografia
Nata a Torino nel 1914 e ivi formatasi con il teatro, si trasferisce a Roma dove viene scritturata per il suo primo film Addio giovinezza!, con la direzione di Ferdinando Maria Poggioli (1940). Lavorerà nel cinema sino alla fine degli anni '50, in parti dove esprime al meglio le sue doti di interprete, dai toni spesso smorzati e malinconici.
Nell'immediato dopoguerra partecipa a spettacoli nel teatro di rivista, con Garinei e Giovannini; questo genere di spettacolo vedeva la partecipazione di molti divi del cinema, anche per le difficoltà di lavorare nelle produzioni di film, considerata la crisi del dopoguerra.
Nel teatro drammatico, è all'interno della Compagnia con Eduardo De Filippo nelle stagioni 1949-1950 e 1951-1952, nelle commedie più famose dell'autore e regista napoletano.
Rare anche se significative le partecipazioni alla prosa radiofonica della Rai, sia nelle commedie che nei radiodrammi; negli anni '50 approderà anche a rare apparizioni televisive in sceneggiati tipici del periodo.
Muore a Roma nel 1969, a soli 54 anni.

## Filmografia

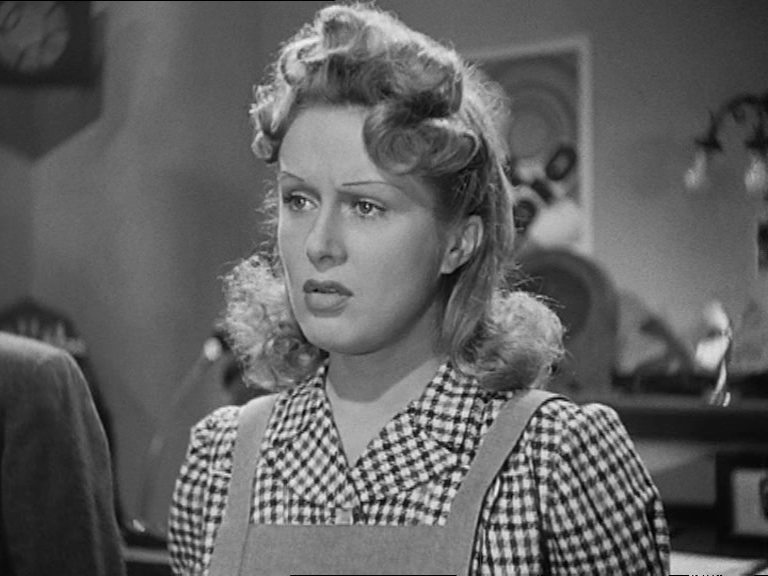
Vera Carmi in La fortuna viene dal cielo (1942)

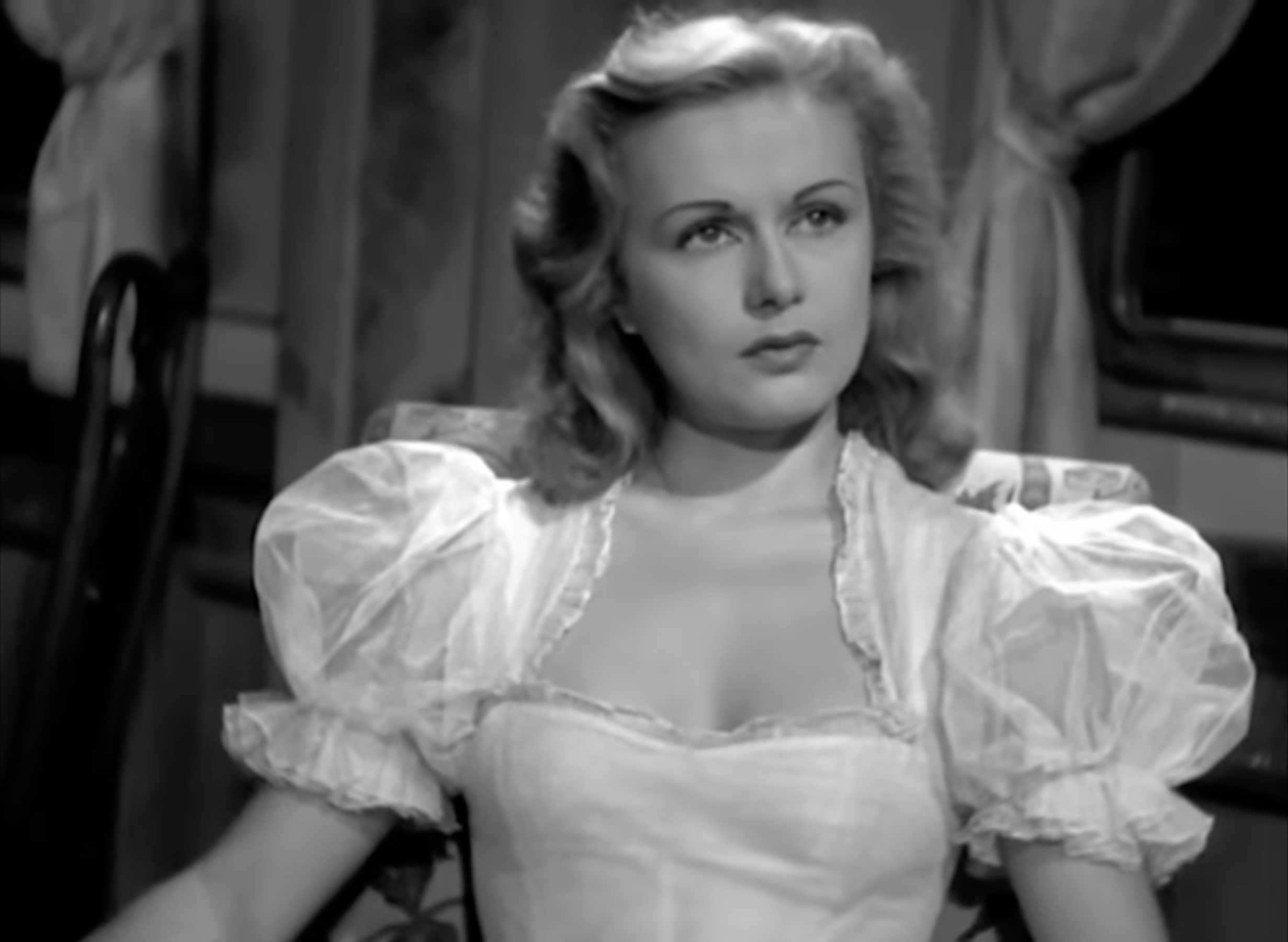
Vera Carmi in Due cuori fra le belve (1943)

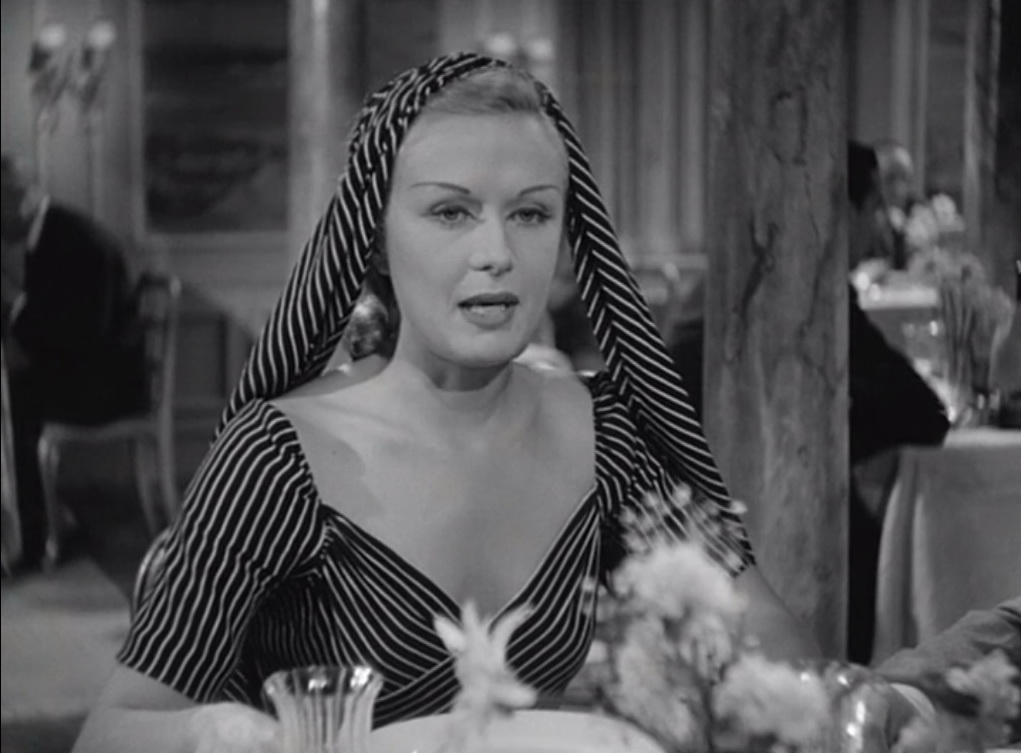
Vera Carmi in La vispa Teresa (1943)

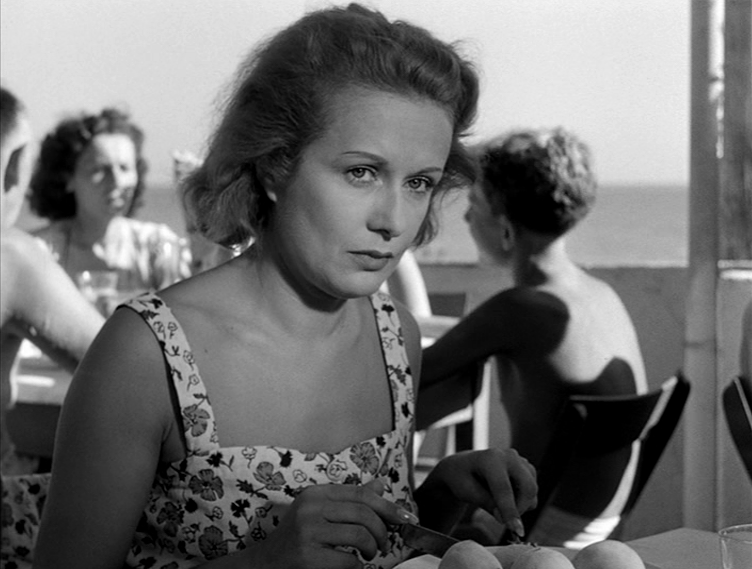
Vera Carmi in Domenica d'agosto (1949)

- Addio giovinezza!, regia di Ferdinando Maria Poggioli (1940)
- L'amore canta, regia di Ferdinando Maria Poggioli (1941)
- Un marito per il mese d'aprile, regia di Giorgio Simonelli (1941)
- Villa da vendere, regia di Ferruccio Cerio (1941)
- Il cavaliere senza nome, regia di Ferruccio Cerio (1941)
- La fortuna viene dal cielo, regia di Ákos Ráthonyi (1942)
- Una volta alla settimana, regia di Ákos Ráthonyi (1942)
- Redenzione, regia di Marcello Albani (1942)
- Labbra serrate, regia di Mario Mattoli (1942)
- Due cuori fra le belve, regia di Giorgio Simonelli (1943)
- Ho tanta voglia di cantare, regia di Mario Mattoli (1943)
- La vispa Teresa, regia di Mario Mattoli (1943)
- Giorni felici, regia di Gianni Franciolini (1943)
- Il fidanzato di mia moglie, regia di Carlo Ludovico Bragaglia (1943)
- La signora in nero, regia di Nunzio Malasomma (1943)
- Finalmente sì, regia di Ladislao Kish (1943)
- 07... tassì, regia di Alberto D'Aversa (1943)
- Circo equestre Za-bum, regia di Mario Mattoli (1944)
- Onora il padre e la madre, episodio de I dieci comandamenti, regia di Giorgio Walter Chili (1945)
- Le miserie del signor Travet, regia di Mario Soldati (1945)
- O sole mio, regia di Giacomo Gentilomo (1945)
- Addio, mia bella Napoli!, regia di Mario Bonnard (1946)
- Tempesta d'anime, regia di Giacomo Gentilomo (1946)
- Le modelle di via Margutta, regia di Giuseppe Maria Scotese (1946)
- Trepidazione, regia di Toni Frenguelli (1946)
- Come persi la guerra, regia di Carlo Borghesio (1947)
- Il fiacre n. 13, regia di Mario Mattoli (1948)
- Natale al campo 119, regia di Pietro Francisci (1948)
- Sono io l'assassino, regia di Roberto Bianchi Montero (1949)
- L'isola di Montecristo, regia di Mario Sequi (1949)
- Domenica d'agosto, regia di Luciano Emmer (1950)
- Le due sorelle, regia di Mario Volpe (1950)
- Buon viaggio, pover'uomo, regia di Giorgio Pàstina (1951)
- Milano miliardaria, regia di Vittorio Metz e Marcello Marchesi (1951)
- Anema e core, regia di Mario Mattoli (1951)
- La cieca di Sorrento, regia di Giacomo Gentilomo (1952)
- Agenzia matrimoniale, regia di Giorgio Pàstina (1952)
- Penne nere, regia di Oreste Biancoli (1953)
- La figlia del reggimento, regia di Tullio Covaz (1953)
- Ti ho sempre amato!, regia di Mario Costa (1953)
- In amore si pecca in due, regia di Vittorio Cottafavi (1953)
- Passione, regia di Max Calandri (1953)
- Appassionatamente, regia di Giacomo Gentilomo (1954)
- Trieste, cantico d'amore, regia di Max Calandri (1954)
- Tradita, regia di Mario Bonnard (1954)
- Ho pianto per te!, regia di Gino Rippo (1954)
- Amici per la pelle, regia di Franco Rossi (1955)
- La ladra, regia di Mario Bonnard (1955)
- Mai ti scorderò , Giuseppe Guarino (1955)
- Prigionieri del male, regia di Mario Costa (1956)
- I miliardari, regia di Guido Malatesta (1957)

## Doppiatrici
- Rosetta Calavetta in La fortuna viene dal cielo, Una volta alla settimana, Il fidanzato di mia moglie
- Dhia Cristiani in Un marito per il mese di aprile, La ladra, Mai ti scorderò
- Lydia Simoneschi in Domenica d'agosto, Le due sorelle
- Tina Lattanzi in O sole mio
- Renata Marini in Tradita

Fonte parziale: Il mondo dei doppiatori

## Teatro di rivista
- Ritorna Za-Bum, di Marcello Marchesi e Mario Mattoli (1943).
- Al Grand Hotel, di Garinei e Giovannini, con Wanda Osiris, Dolores Palumbo, Giuseppe Porelli, Vera Carmi, Gianni Agus, Erno Crisa (1948).

## Prosa radiofonica
- Le voci di dentro, di Eduardo De Filippo, con Titina De Filippo, Rosita Pisano, Eduardo, Aldo Giuffrè, Vera Carmi, Antonio La Raina, regia dell'autore, trasmessa  26 marzo 1951, nel secondo programma,